# Guararapes (São Paulo)
Guararapes é um município brasileiro do estado de São Paulo. Sua população estimada em 2024 pelo IBGE é de 31 872 habitantes. O município é formado pela sede e pelo distrito de Ribeiro do Vale.

## Toponímia
Guararapes é um vocábulo indígena que significa estrondo dos tambores. Do tupi uarará’pe. Uarará - espécie de tambor indígena; e  Pe - no (local).

## História
O Município de Guararapes é formado por habitantes das mais variadas origens e nacionalidades: italianos, portugueses, libaneses, suíços, franceses, espanhóis, africanos, alemães e japoneses.
É um município que surgiu espontaneamente, mas seu traçado preestabelecido, obrigou os seus ocupantes a fazerem construções obedecendo às normas desse traçado. O traço urbano tem a forma de um tabuleiro de xadrez, com ruas retas e quarteirões quadrangulares.
A história de Guararapes iniciou-se em 1908, quando os irmãos Pinto de Oliveira (Antonio, Joaquim e Prisciliano), procedentes de Minas Gerais, mais precisamente de Varginha, compraram terras situadas entre os córregos Jacaré e Frutal e nelas se estabeleceram. A chegada de algumas famílias deu-se em 1920, após a construção da estrada de Aguapeí-Tietê, por Manoel Bento da Cruz.
Em 1927, os irmãos Pinto de Oliveira, resolveram lotear sua propriedade, entregando a tarefa à Companhia Paulista de Colonização Ltda. Investida de plenos poderes para a realização do objetivo, aquela empresa pôde, mediante contratos liberais firmados com os compradores, desincumbir-se rapidamente da missão que lhe foi confiada e, dessa forma, contribuir para o progresso, já evidenciado com a construção da estrada do Aguapeí.
Em 1928, foi feita a doação para se formar o patrimônio. Nesse mesmo ano, com o avanço da Estrada de Ferro Noroeste do Brasil, foi projetada a construção de uma estação em terras dos irmãos Pinto de Oliveira, um pouco além do Córrego Frutal. 
Confiou-se ao Engenheiro Mário Barroso Ramos, o projeto de arruamento e loteamento, sendo o dia 8 de dezembro de 1928 escolhido para data oficial da fundação da cidade, tendo por Padroeira, Nossa Senhora Imaculada Conceição. Como parte das solenidades, celebrar-se-ia, na data prevista, missa campal, em frente ao cruzeiro, construído para aquela finalidade. Chuvas torrenciais, entretanto, impediram a realização do ato religioso e deram ensejo a que as festividades programadas tivessem lugar em Araçatuba. Devido à abundância de jabuticabeiras na região, denominou-se de "Frutal" ao Patrimônio.
Em 8 de dezembro de 1929, ocasião em que se comemorava o primeiro aniversário da fundação do povoado, Monsenhor Adauto Rocha, vigário da Paróquia de Araçatuba, celebrou missa campal e abençoou o lançamento dos primeiros tijolos da Capela construída por Luís Ferreira. No ano seguinte, foi inaugurada a Estação Ferroviária.
Por ocasião da elevação do patrimônio à categoria de Distrito de Paz no município e comarca de Araçatuba, o então Departamento das Municipalidades houve por bem mudar o seu nome para Guararapes, em homenagem ao importante fato da nossa história, a Batalha dos Guararapes.

### Formação territorial-administrativa
Histórico da formação do município:
- Decreto nº 6.546, de 10/07/1934 - Cria os distritos de paz de Guararapes e Valparaíso no município e comarca de Araçatuba.
- Município criado pela Lei nº 2.833, de 05/01/1937. Instalado em 06/06/1937.

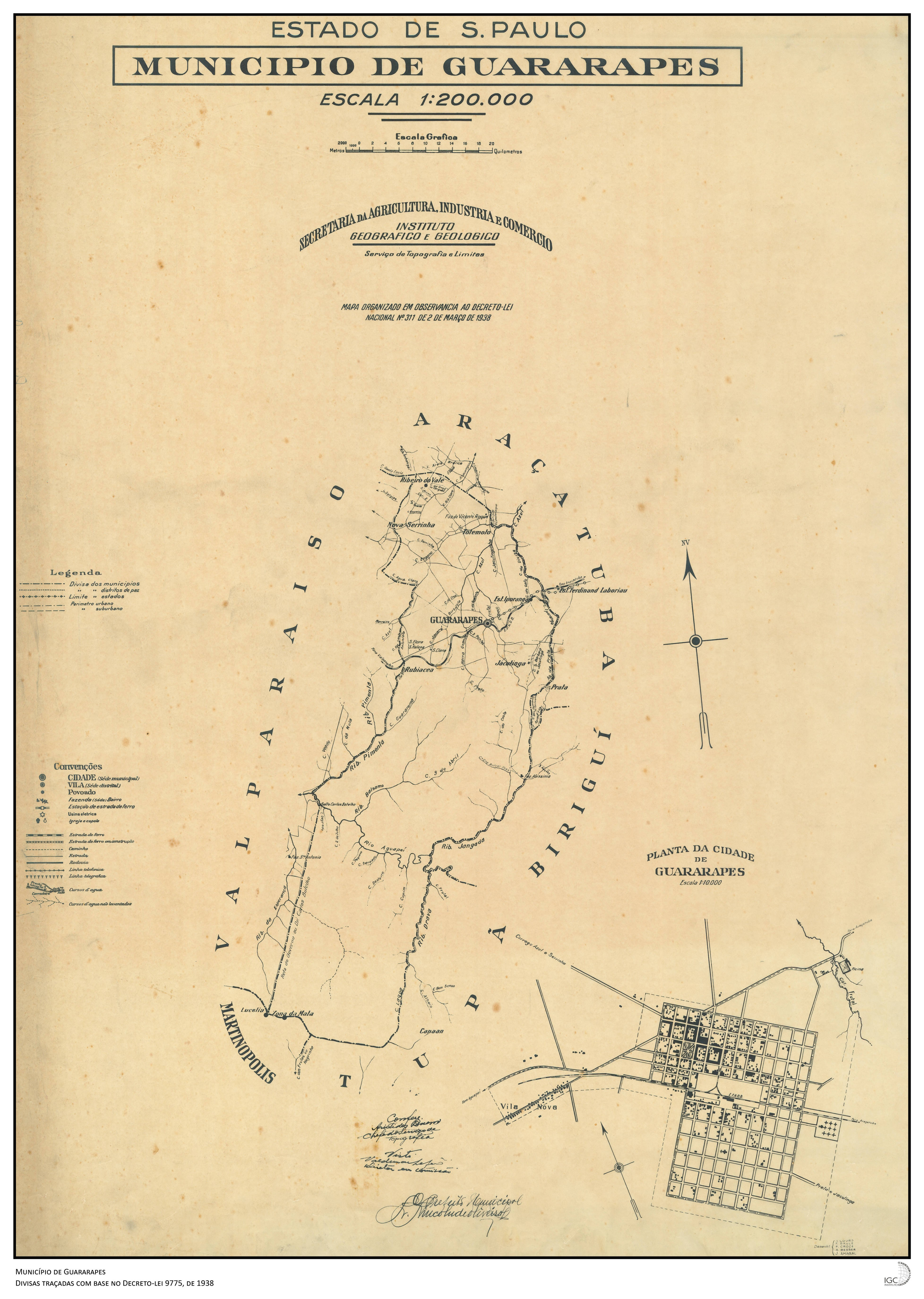
Mapa de Guararapes (1938).

Elevou-se à categoria de comarca pela Lei nº 1.940, de 3 de dezembro de 1952, instalada em 29 de abril de 1953.

## Geografia
Localiza-se a uma latitude 21º15'39" sul e a uma longitude 50º38'34" oeste, estando a uma altitude de 415 metros. Possui uma área de 956,5 km².

### Rodovias
- SP-300 Rodovia Marechal Rondon

## Demografia

### Dados demográficos
Dados do Censo - 2010
População total: 30 600
- Urbana: 28 326
- Rural: 2 274
- Homens: 15 092
- Mulheres: 15 508

Densidade demográfica (hab./km²): 31,99
Taxa de alfabetização: 93,2%
Dados do Censo - 2000
- Mortalidade infantil até 1 ano (por mil): 10,20
- Expectativa de vida (anos): 74,58
- Taxa de fecundidade (filhos por mulher): 1,79
- Índice de Desenvolvimento Humano (IDH-M): 0,802
- IDH-M Renda: 0,711
- IDH-M Longevidade: 0,826
- IDH-M Educação: 0,870

(Fonte: IPEADATA)

## Política e administração

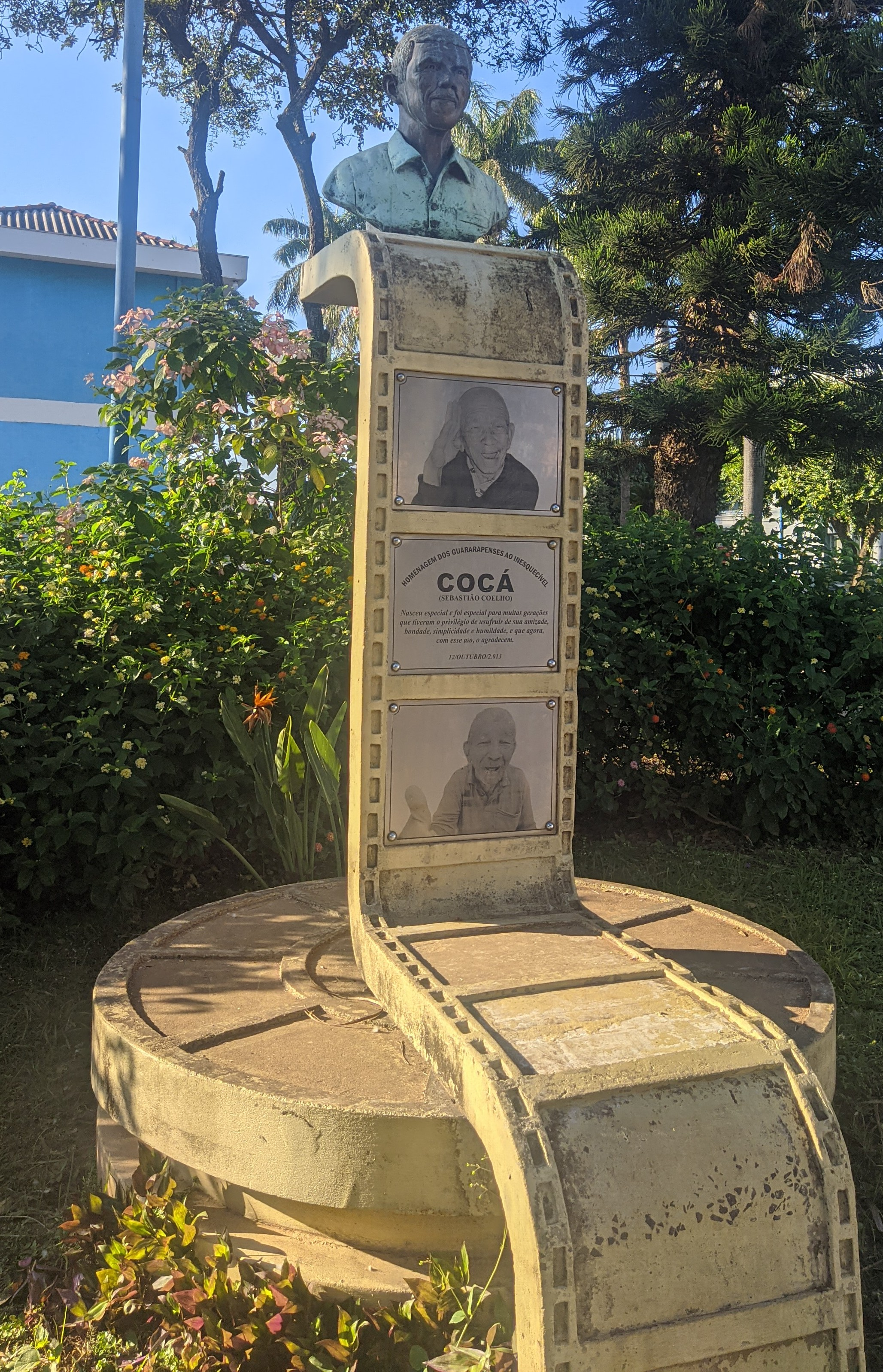
Monumento em homenagem à Sebastião Coelho (Cocá), pessoa ilustre na cidade, considerado um símbolo de amizade, bondade e humildade.

### Governo
- Prefeito: Alex Peramo de Arruda (2021/2024)
- Vice-prefeito: vago
- Presidente da Câmara: ? (2021/2022)

Galeria de prefeitos
- 6/06/1933 a 20/08/1937 - Oswaldo Brandi De Faria[19]
- 21/08/1937 a 20/06/1945 - Luiz Lincoln De Oliveira
- 21/06/1945 a 10/08/1945 - Pacífico Nogueira
- 11/08/1945 a 19/03/1947 - João Arruda Brasil
- 20/03/1947 a 29/03/1947 - Pacífico Nogueira
- 30/03/1947 a 31/12/1947 - Luiz Peron
- 1/01/1948 a 31/12/1951 - Estanislau Fadigas De Souza
- 1/01/1952 a 31/12/1955 - Clineu De Almeida
- 1/01/1956 a 31/12/1959 - Arthur Bernardi
- 1/01/1960 a 31/12/1963 - João José De Souza
- 1/01/1964 a 31/01/1969 - Clineu De Almeida
- 1/02/1969 a 31/01/1973 - José Garcia
- 1/02/1973 a 31/01/1977 - Joaquim Marques De Oliveira
- 1/02/1977 a 31/01/1983 - Whitaker De Miranda
- 1/02/1983 a 31/12/1988 - Joaquim Marques De Oliveira
- 1/01/1989 a 31/12/1992 - Ary Geraldo Zanetti
- 1/01/1993 a 31/12/1996 - Tarek Dargham
- 1/01/1997 a 31/12/2000 - José Caetano Da Silva
- 1/01/2001 a 31/12/2004 - Tarek Dargham
- 1/01/2005 a 31/12/2008 - Tarek Dargham
- 1/01/2009 a 31/12/2012 - Edenilson De Almeida
- 1/01/2013 a 31/12/2016 - Edenilson De Almeida
- 1/01/2017 a 30/03/2021 - Tarek Dargham (faleceu durante o mandato[20])
- 30/03/2021 a atual     -  Alex Peramo de Arruda (eleito vice-prefeito, assumiu com a morte do titular)

### Cidade-irmã
- Natori, Japão

## Economia

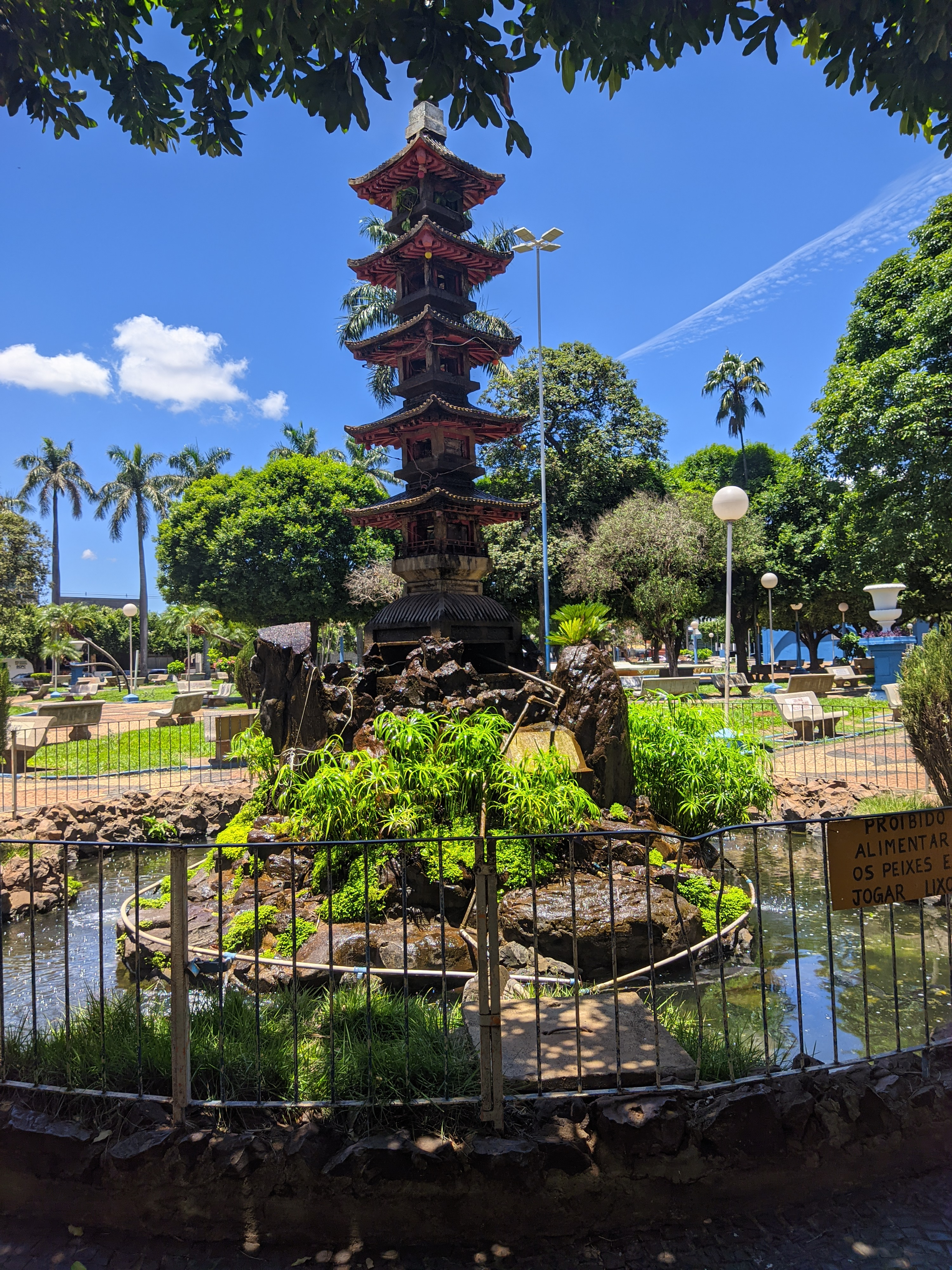
Fonte japonesa na praça Nossa Senhora da Conceição.

### Produção - 2003
- Algodão - 600 toneladas
- Cana-de-açúcar - 1 563 920 toneladas
- Feijão -  3 060 toneladas
- Milho - 36 200 toneladas
- Soja - 1 050 toneladas
- Sorgo - 600 toneladas
- Tomate - 45 000 toneladas
- Borracha - 3 432 toneladas
- Café - 462 toneladas
- Manga - 26 toneladas

### Pecuária - 2003
- Bovinos - 86 799 cabeças
- Equinos - 1 700 cabeças
- Suínos - 5 400 cabeças
- Asininos - 70 cabeças
- Muares - 20 cabeças
- Bubalinos - 60 cabeças
- Ovinos - 3 800 cabeças
- Galinhas - 1 450 000 cabeças

### Empresas - 2003
- Agricultura, pecuária, silvicultura e exploração florestal - 9 unidades
- Indústrias de transformação - 138 unidades
- Produção e distribuição de eletricidade, gás e água  - 1 unidade
- Construção - 6 unidades
- Comércio; reparação de veículos automotores, objetos pessoais e domésticos - 667 unidades
- Alojamento e alimentação - 178 unidades
- Transporte, armazenagem e comunicações - 78 unidades
- Intermediação financeira - 15 unidades
- Atividades imobiliárias, aluguéis e serviços prestados às empresas - 35 unidades
- Administração pública, defesa e seguridade social - 2 unidades
- Educação - 16 unidades
- Saúde e serviços sociais - 17 unidades

## Infraestrutura
- 1 faculdade
- 1 hospital, 2 postos de saúde;

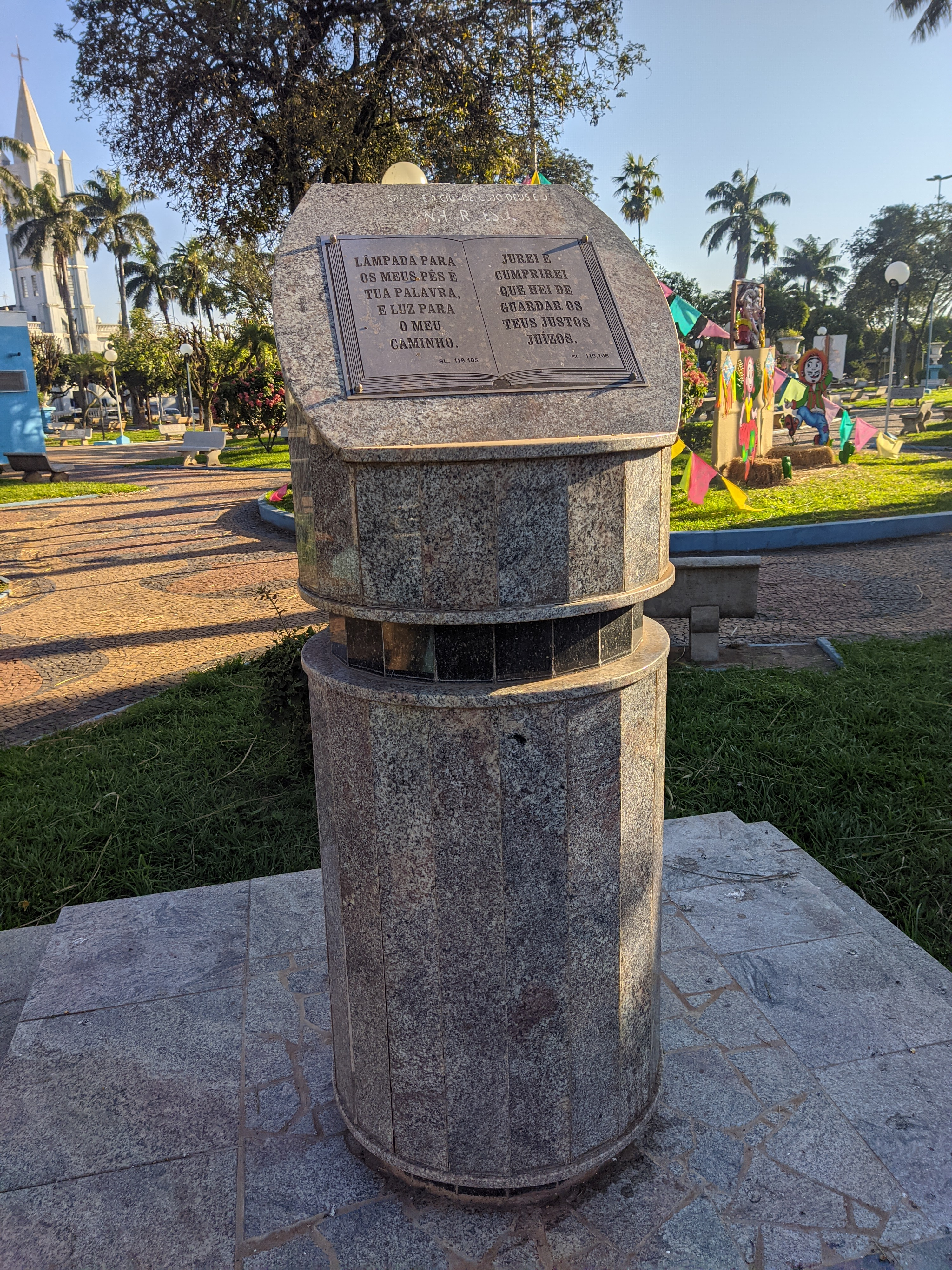
Monumento com passagens da Bíblia em Guararapes.

- 1 delegacia, 1 CIA de polícia militar(5ª CIA do 2º Batalhão - 2ºBPM/I do Interior Paulista de Araçatuba), 1 Tiro de guerra (T.G. 02073).

### Comunicações
O sistema de telefones automáticos foi inaugurado na cidade em 1978 pela Telecomunicações de São Paulo (TELESP), que também implantou o sistema de discagem direta à distância (DDD) em 1978 com o código de área (0186). Anteriormente a cidade era atendida pela Cia. Telefônica Rio Preto, empresa administrada pela Companhia Telefônica Brasileira (CTB).
Na década de 90 o código DDD da cidade foi alterado para (018), para padronização do sistema telefônico com a telefonia celular que estava sendo implantada em todo o estado.

### Transportes
- A cidade tinha em março de 2012 uma frota de 16 019 veículos, composta por 8 024 automóveis, 1 016 caminhonetes, 310 camionetas, 701 caminhões, 3 685 motocicletas, entre outros.[26]
- No transporte rodoviário, o município é atendido pelas empresas Expresso Adamantina (cujas linhas têm como destinos as cidades de Araçatuba, Valparaíso, Mirandópolis, Andradina, Lavínia, Guaraçaí e Murutinga do Sul) e Reunidas Paulista, com destino São Paulo.
- A cidade fica a 27 km de Araçatuba, atendida pelas empresas de transporte Guerino Seiscento, Viação Motta, Viação São Luiz, Princesa do Norte e Expresso Itamarati.
- Está localizada a 33 km do Aeroporto Dario Guarita de Araçatuba, atendido pela empresa Azul Linhas Aéreas.

## Cultura e lazer

### Eventos
Feira Agropecuária Industrial de Guararapes  (FAPIG) é o maior evento da cidade ocorrendo no mês de novembro.

## Pessoas ilustres
- Hermano Henning: jornalista brasileiro
- Nelson Rubens: jornalista e apresentador brasileiro

## Religião

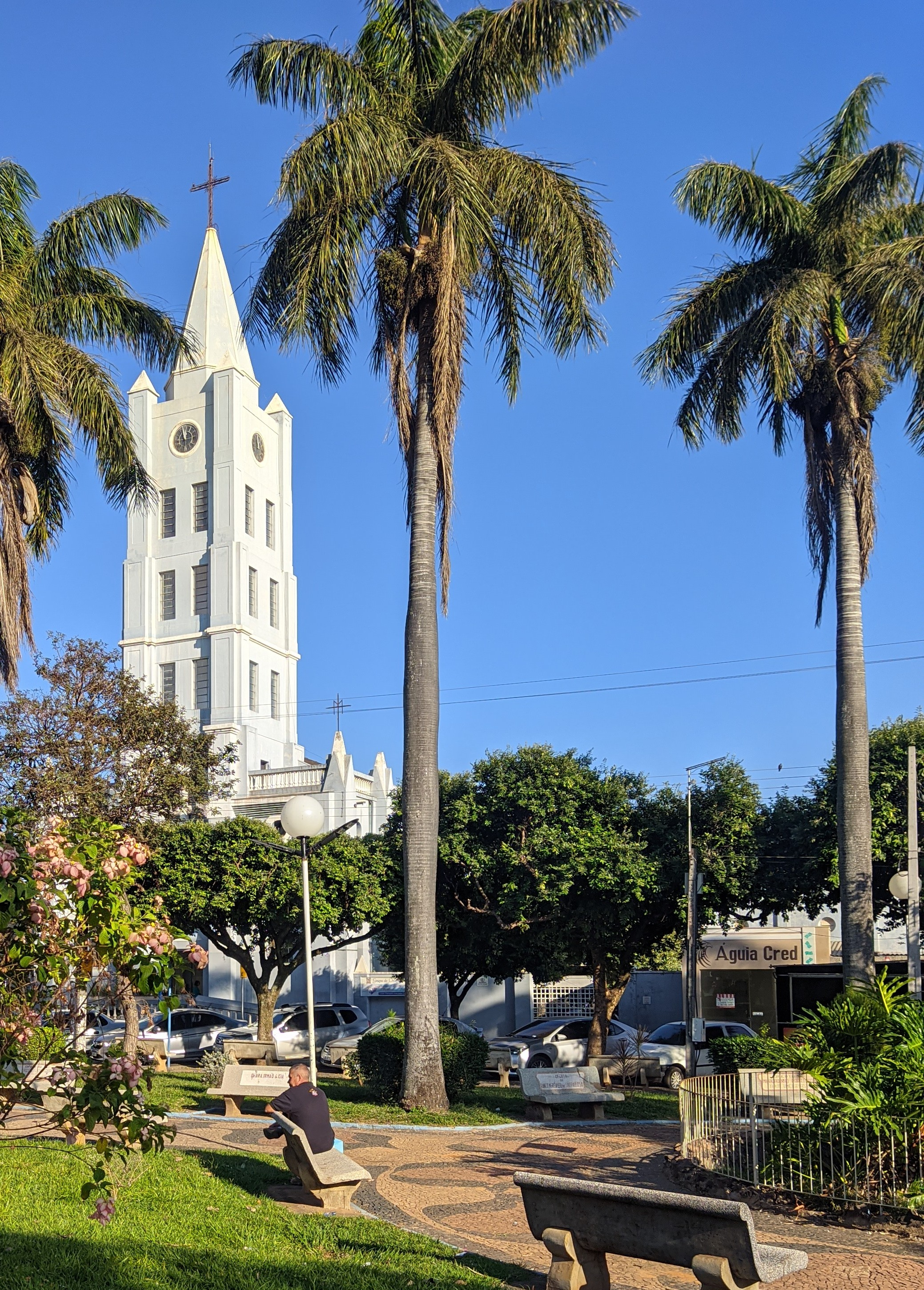
Igreja Matriz.

O Cristianismo se faz presente na cidade da seguinte forma:

### Igreja Católica
- A igreja faz parte da Diocese de Araçatuba.[28]

### Igrejas Evangélicas
Entre as igrejas protestantes históricas, pentecostais e neopentecostais, encontram-se na cidade:
- Assembleia de Deus Ministério do Belém.[31][32]
- Congregação Cristã no Brasil.[33]